# Imperator (Schiff, 1928)
Die Imperator war ein Fahrgastschiff, das bis zum Zweiten Weltkrieg in Berlin genutzt wurde.

## Geschichte
Aus einer Bootsvermietung beim Restaurant Klosterhof in Erkner hatte sich im frühen 20. Jahrhundert die Reederei Franz Müller & Söhne entwickelt, die ihre Hauptanlegestelle am Waterlooufer beim Halleschen Tor hatte. Zunächst waren bei Müller nach den Jahren der Inflation nur kleinere Fahrzeuge im Einsatz, die Wilhelm, die zwischen Erkner und Woltersdorf pendelte, und die hölzerne Tante Martha. Größer waren die 1914 gebaute und 1925 von Müller angekaufte Venus, die nach einem Umbau 116 Fahrgäste befördern konnte, und die Freya. Kurzfristig besaß die Reederei auch eine erste Fortuna, die jedoch schon 1926 wieder verkauft und 1927 durch ein neu gebautes Schiff ersetzt wurde. Diese zweite Fortuna durfte 137 Personen befördern. Danach legte die Reederei sich nochmals deutlich größere Schiffe zu: 1929 das nur drei Jahre alte Schiff Deutschland, das die Gebrüder Winkler zunächst zum eigenen Gebrauch gebaut, aber schnell wieder abgestoßen hatten, und das bei Müller den Namen Bremen erhielt, und schon 1928 die Imperator.
Auch dieses Schiff stammte von der Werft der Gebrüder Winkler. Das Typschiff für die Imperator wie auch für die 1927 gebaute Rheinpfalz der Reederei Nobiling war die 1926 gebaute Germania. Die Imperator war 32 Meter lang, 4,6 Meter breit und zunächst mit einem 60-PS-Dieselmotor ausgestattet, der 1940 gegen einen Motor mit 110 PS ausgetauscht wurde. Zur Zeit der Auslieferung war die Imperator für die Beförderung von 330 Fahrgästen vermessen. Das Schiff war mit einer Vorderkajüte versehen. Im Jahr 1935 durften mit der Imperator noch 300 Personen befördert werden. Die Reederei F. Müller & Söhne besaß damals sechs Schiffe: Das größte war nach wie vor die Imperator; die Imperator II (ex Silesia) war für 275 Fahrgäste zugelassen, die Bremen für 200, die Freya für 180, die Fortuna nach wie vor für 137 und die Venus für 100. Wenig später veränderten sich die Verhältnisse. Die Bremen wurde 1936 umgebaut und beträchtlich vergrößert. 1938 wurde die Fortuna an die Reederei Selpin abgegeben, die das Schiff in Fritz 3 umbenannte. Die Reederei Müller legte sich 1940 aber eine neue Fortuna zu, die für die Beförderung von 275 Personen vermessen wurde.
1946 musste die Reederei Müller den größten Teil ihrer Schiffe als Entschädigung für die Schäden, die die deutsche Wehrmacht im Zweiten Weltkrieg in der Sowjetunion angerichtet hatte, abgeben. Neben der Fortuna, der Imperator II und der Bremen wurde auch die Imperator abtransportiert.